# Международный день IPv6
Международный день IPv6, англ. World IPv6 Day, Всемирный день IPv6 — прошедшее 8 июня 2011 года мероприятие по тестированию готовности инфраструктуры Интернета к внедрению сетевого протокола IPv6.

## Всемирный день IPv6
8 июня 2011 года, с 00:00 по UTC (04:00 московского времени) ведущие интернет-провайдеры и компании, предоставляющие контент в интернете, в течение 24 часов предоставляли доступ как по IPv4, так и по IPv6.
Специалисты ISOC признали тестирование IPv6 успешным.
В тестировании участвовали Google, Facebook, Yahoo!, Akamai Technologies, Limelight Networks.

## Всемирный запуск IPv6
6 июня 2012 года состоялся Всемирный запуск IPv6 (англ. World IPv6 Launch Day), в полночь этого дня по Гринвичу (4 часа утра по московскому времени) крупнейшие мировые компании в отрасли информационных технологий официально запустили на своем оборудовании и в своих сервисах поддержку протокола IPv6. В этот день сотни операторов вебсайтов, производителей оборудования и провайдеров интернета объявили о поддержке IPv6 как о новой технологической норме.
К этой дате ведущие телекоммуникационные компании обязались обеспечить поддержку IPv6 в таких масштабах, чтобы как минимум 1 % пользователей Интернета могли сразу использовать IPv6.

## Участники
Организаторами Международного дня IPv6 выступили Общество Интернета (англ. Internet Society, ISOC) и крупнейшие ИТ-компании: Google, Facebook, Yahoo!, Akamai, Limelight Networks.
Помимо организаторов, в дне IPv6 участвовали сайты компаний:
- Cisco
- Meebo
- Genius
- W3C
- Universidad Nacional Autonoma de Mexico
- Rensselaer Polytechnic Institute
- NYI NET
- Host Europe
- Xiphiastec
- Tom's Hardware
- NUST School of Electrical Engineering and Computer Science
- Twenga
- Plurk
- Terra (интернет провайдер)[англ.] (Бразилия)
- Jolokia Networks
- Juniper Networks
- Microsoft Bing
- Gigatux
- Voxel
- LemonEntry
- 2g2u
- 2020Media
- Vonage
- sapo.pt
- Tagadab.com
- Mercury Z
- Outpost10f
- Public Interest Registry
- Sesame Workshop
- Arces
- KTS Australia Pty Ltd.
- NIC Mexico
- BlueCat Networks
- Nolet5
- Mozilla
- Universidad APEC
- Lex Media
- Astaro
- Hurricane Labs
- US Department of Veterans Affairs
- Rosslyn Analytics
- Appalachian Wireless
- OfficeScape
- Sliqua Enterprise Hosting
- Exact Abacus
- WeatherCity Services
- LCN
- Server Choice
- ISOMEDIA
- Fortinet
- Harvard University
- Command Channel
- Biglobe
- YellowBot
- Urban Dictionary
- Daily Kos
- Comcast
- Netcetera
- www.miniclip.com
- Midland Computers
- Internet2
- CANARIE Inc.
- Gustavus Adolphus College
- Laurentian University
- Huawei
- Interop Tokyo 2011
- Seznam.cz
- Shazzle, LLC
- Bangzoom Software Inc.
- Telkom Indonesia
- HTTrack
- LUNS Ltd.
- A10 Networks
- Radius Gateway
- DynamicInternet.com
- mihostcgi
- Verisign

В России к Международному дню IPv6 присоединился Яндекс.